# Aderus dispariceps
Aderus dispariceps é uma espécie de inseto besouro da família Aderidae. Foi descrita cientificamente por Maurice Pic em 1922 (nomen novum).